# Antal Kovács
Pour les articles homonymes, voir Kovacs.
Antal Kovács, né le 28 mai 1972 à Paks, est un judoka hongrois. Alors qu'il n'est encore qu'un junior, il gagne la médaille d'or dans la catégorie des moins de 95 kg lors Jeux olympiques de 1992 à Barcelone. Il n'avait alors que deux médailles de bronze lors des précédents Euro juniors et séniors. Le Hongrois confirme l'année suivante en remportant le titre mondial à Hamilton. Il disparait cependant des podiums internationaux jusqu'en 2001 où il renoue avec les récompenses ; une médaille de bronze aux championnats du monde, puis des podiums européens les années suivantes en moins de 100 kg.

## Palmarès

### Jeux olympiques
- Jeux olympiques de 1992 à Barcelone (Espagne) :
  -  Médaille d'or dans la catégorie des -95 kg.

### Championnats du monde
- Championnats du monde 1993 à Hamilton (Canada) :
  -  Médaille d'or dans la catégorie des -95 kg.
- Championnats du monde 2001 à Munich (Allemagne) :
  -  Médaille d'argent dans la catégorie des -100 kg.

### Championnats d'Europe
| Chpts d'Europe | 1992 | 1993 | 2002 | 2003 | 2004 |
| -------------- | ---- | ---- | ---- | ---- | ---- |
| - 95 kg        | 3e   | 3e   | -    | -    | -    |
| - 100 kg       | -    | -    | 3e   | 3e   | 2e   |